# Chiến dịch Onymous

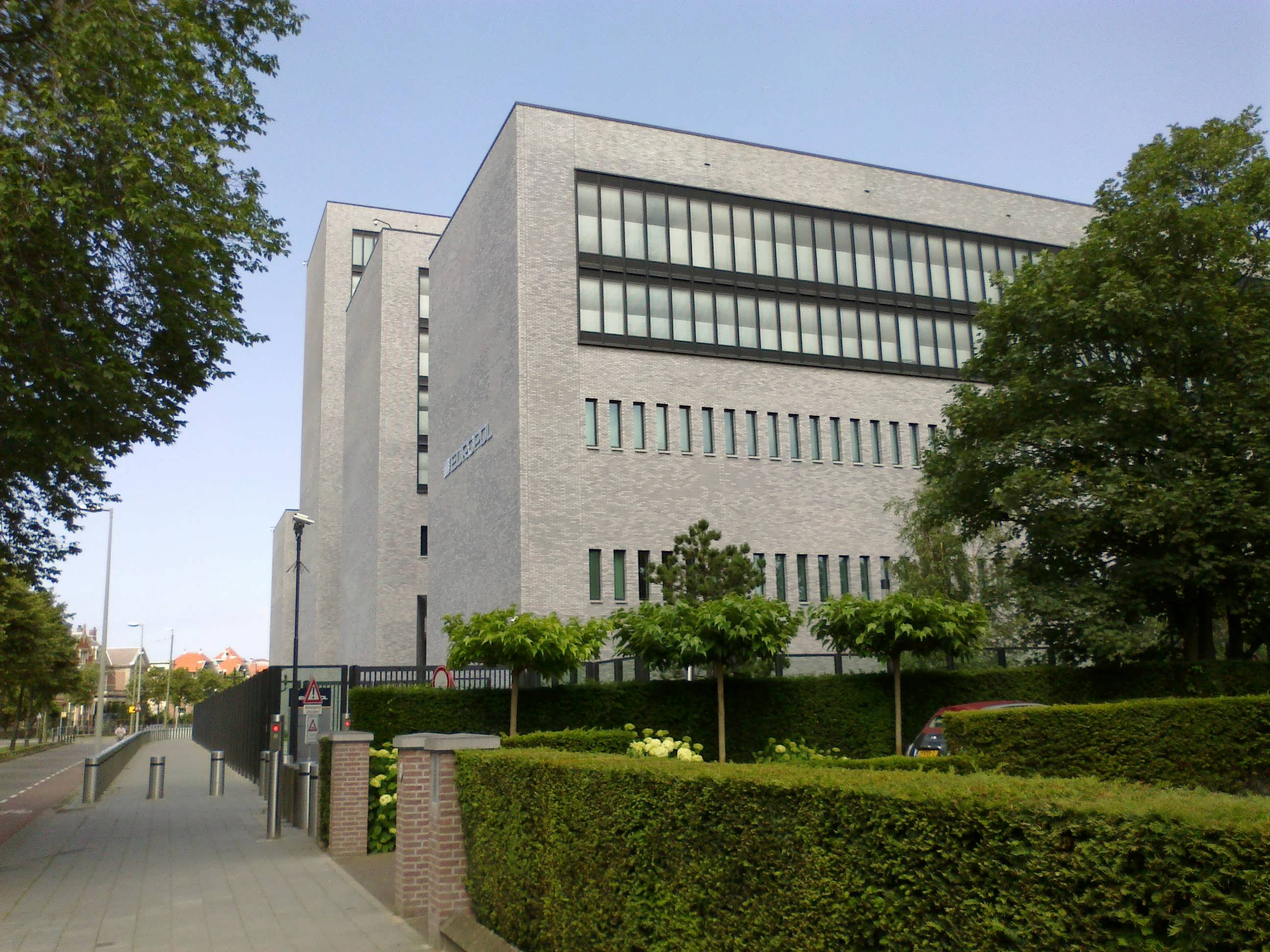
Trụ sở Europol ở Hague

Chiến dịch Onymous là một hoạt động thực thi pháp luật quốc tế nhắm vào các chợ darknet và các dịch vụ ẩn khác hoạt động trên mạng lưới Tor.

## Bối cảnh
Chiến dịch Onymous được thành lập như một hoạt động thực thi pháp luật chung giữa Cục Điều tra Liên bang (FBI) và Cơ quan Tình báo Liên minh Châu Âu Europol, cùng với nỗ lực quốc tế giữa Bộ An ninh Nội địa Hoa Kỳ, Cơ quan Thực thi Di trú và Hải quan (ICE) và Eurojust. Đây là một phần của chiến lược quốc tế nhằm giải quyết các vấn đề về phần mềm độc hại, chương trình botnet, thị trường bất hợp pháp, darknet. Chiến dịch liên quan đến cuộc chiến chống ma túy với sự tham gia của Cơ quan Quản lý Thực thi Ma túy Hoa Kỳ (DEA).

## Đột kích
Ngày 5 và 6 tháng 11 năm 2014, hơn 400 trang web ngừng hoạt động, đó là các thị trường ma túy như Silk Road 2.0, Cloud 9 và Hydra. Các trang web là mục tiêu của chiến dịch bao gồm web rửa tiền và trang web lậu. Hoạt động có sự tham gia của lực lượng cảnh sát của 17 quốc gia. Tổng cộng có 17 vụ bắt giữ. Một nhà phát triển phần mềm 26 tuổi với biệt danh 'Defcon' đã bị bắt ở San Francisco và bị buộc tội do chạy trang web Silk Road 2.0. Defcon là "một trong những mục tiêu chính". Vài giờ sau khi bắt giữ, Silk Road 3.0 xuất hiện; Silk Road phiên bản trước đó đã bị điều tra tháng 10 năm 2013, và vài tuần sau đó đã có phiên bản 'Silk Road 2.0'.
1 triệu đô la tiền Bitcoin cùng với 180 000 euro tiền mặt, vàng, bạc và ma túy bị tịch thu,. Trong số các "dịch vụ bất hợp pháp" ban đầu được cho là đã ngừng hoạt động, một số ít là các chợ trực tuyến như Silk Road.
Các cơ quan thuộc Hoa Kỳ và Châu Âu đã công khai những thành tích trong các hoạt động kéo dài sáu tháng của họ, theo chiều hướng khá "hoàn hảo". Cơ quan tội phạm quốc gia Anh gửi một tweet chế giễu người dùng Tor. Thông cáo báo chí chính thức của Europol dẫn lời một quan chức điều tra an ninh nội địa Hoa Kỳ: "Những nỗ lực của chúng tôi đã phá vỡ một trang web cho phép các hoạt động bất hợp pháp trên thị trường chợ đen phát triển và mở rộng. Trang web này là nơi trú ẩn an toàn cho các tệ nạn như trao đổi vũ khí, buôn bán ma túy và thuê giết người." 
Các thị trường ma túy hàng đầu khác trong Dark Web không bị ảnh hưởng, như Agora, Evolution và Andromeda. Trong khi Silk Road không buôn bán vũ khí, hoặc gia hợp đồng giết người, Evolution lại cho phép trao đổi vũ khí, ma túy. Trước khi đóng cửa Silk Road 2.0, Agora đã là nơi buôn bán nhọn nhịp hơn Silk Road và Evolution cũng vậy. Agora và Evolution hoạt động chuyên nghiệp hơn Silk Road, với bảo mật tiên tiến hơn; và cho rằng việc bắt giữ người quản lý Silk Road được xem phần lớn là do các sai lầm bất cẩn.
414 trang darkweb là con số xuất hiện trong nhiều tiêu đề tin tức, trên các trang báo toàn cầu, Nhà báo người Úc Nik Cubrilovic tuyên bố đã phát hiện ra 276 trang bị đóng cửa, dựa trên việc thu thập dữ liệu của tất cả các trang web .onion, trong đó 153 trang web có nội dung lừa đảo, sao chép.